# Glória do Goitá (kommun)
Glória do Goitá är en kommun i Brasilien.   Den ligger i delstaten Pernambuco, i den östra delen av landet, 1 600 km nordost om huvudstaden Brasília. Antalet invånare är 29 675. Arean är 231 kvadratkilometer.
Terrängen i Glória do Goitá är platt åt nordväst, men åt sydost är den kuperad.
Följande samhällen finns i Glória do Goitá:
- Glória do Goitá

Omgivningarna runt Glória do Goitá är en mosaik av jordbruksmark och naturlig växtlighet. Runt Glória do Goitá är det ganska tätbefolkat, med 93 invånare per kvadratkilometer.